# Abadía de Deer
La abadía de Deer fue una antigua abadía de la Orden del Císter, existente en la localidad de Buchan, en el Aberdeenshire, Escocia (Reino Unido), que hoy se encuentra en estado de ruinas, cuyo estilo de construcción se corresponde con la arquitectura románica y, más precisamente, con el llamado arte cisterciense.
La abadía fue fundada en 1219 con el patrocinio de William Comyn, miembro de la familia de uno de los justiciar de Escocia, que detentaba el condado de Buchan. Sin embargo, en el lugar ya existía con anterioridad una comunidad más temprana de monjes o sacerdotes escoceses, según notitiae o anotaciones marginales en el Book of Deer acerca de pagos acordados a una comunidad de religiosos escoceses en el siglo XII, así como la aseveración de que el monasterio fue fundado por San Columba y San Drostan. Probablemente la antigua comunidad religiosa quedó absorbida por la nueva en el momento de la fundación.
La historia de la abadía posterior a los años 1210 es completamente oscura hasta aproximadamente los años 1500, cuando dio inicio el proceso de secularización de dominios eclesiásticos tras el desarrollo del Protestantismo en Escocia. La abadía quedó así convertida en 1587 en un señorío secular en manos del antiguo comendador de la abadía, Robert Keith II, quien pasó a ser conocido desde entonces como lord Altrie.